# Prisopodidae
Prisopodidae vormen een familie in de orde van de wandelende takken. De wetenschappelijke naam van deze familie is voor het eerst voorgesteld door Karl Brunner-von Wattenwyl in een publicatie uit 1893.

## Onderverdeling in geslachten

### Onderfamilie PrisopodinaeBrunner von Wattenwyl, 1893

#### Tribus PrisopodiniBrunner von Wattenwyl, 1893
- Damasippus Stål, 1875
- Dinelytron Gray, 1835
- Prisopus Peletier de Saint Fargeau & Serville, 1827